# Ngoni (instrument)

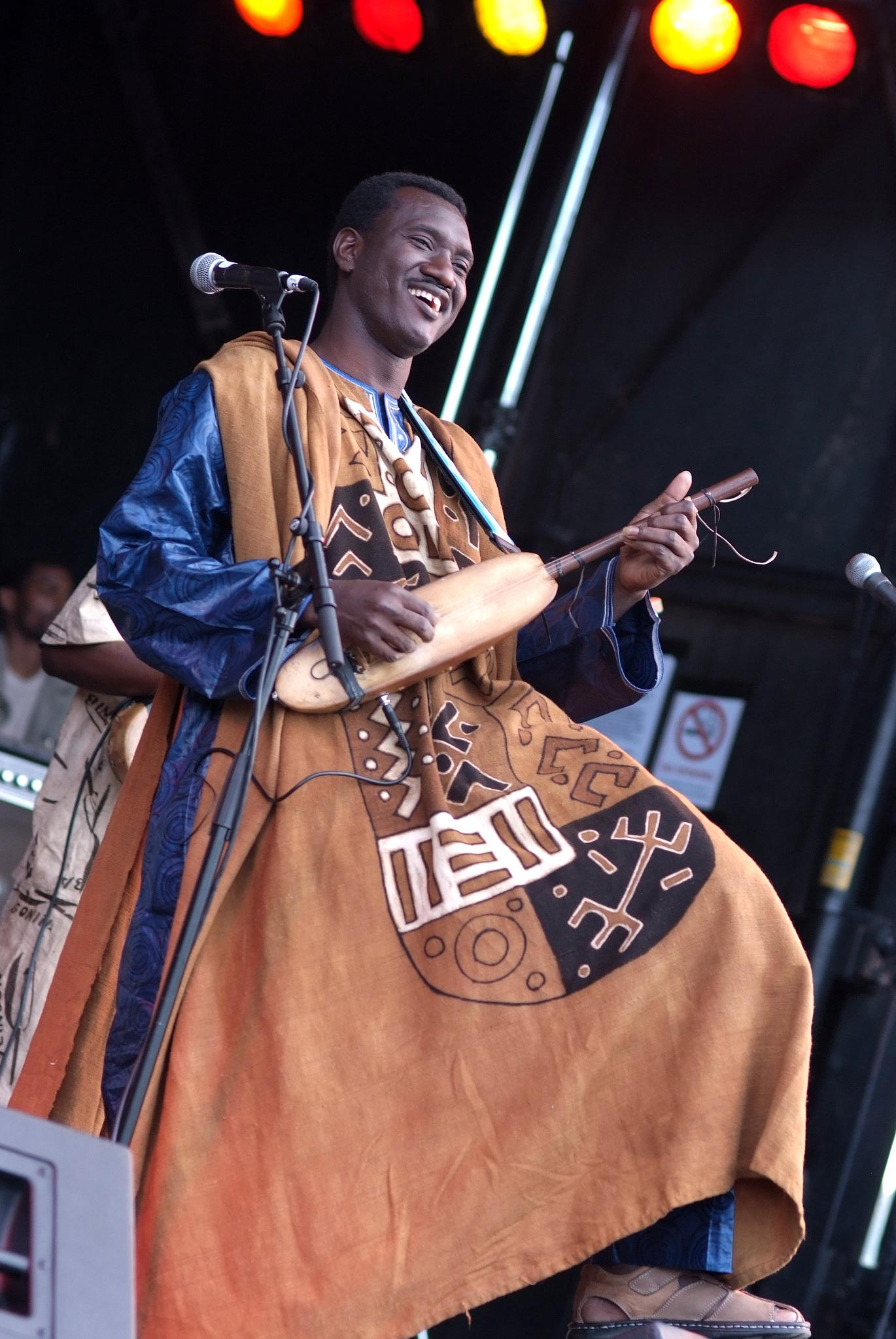
Bassekou Kouyate bespeelt de ngoni, 2008.

Een ngoni is een snaarinstrument uit West-Afrika. Het lichaam van het instrument dient als klankkast en is gemaakt van hout of kalebas, overtrokken met een gedroogde dierenhuid. De ngoni wordt veelal gebruikt voor snelle melodieën. De ngoni wordt, in combinatie met de familieleden akonting en de xalam (soortgelijke snaarinstrumenten), gezien als de "stamvader" van de Amerikaanse banjo. Het instrument wordt voornamelijk gebruikt tijdens feesten en ceremonies.
Er wordt onderscheid gemaakt tussen twee soorten ngonies: De donso ngoni, die wordt gebruikt door jagers tijdens traditionele ceremonies, en de kamale ngoni wordt gebruikt voor de "populaire" muziek, zoals Wassoulou-muziek. De kamale heeft zes snaren, terwijl de donso meestal vier of vijf heeft.

## Bekende ngonispelers
- Cheick Hamala Diabate
- Issa Bagayogo
- Moriba Koïta
- Bassekou Kouyate
- Andra Kouyaté
- Baba Sissoko